# Oktiabrskij (rejon siewierski)
Oktiabrskij (ros. Октябрьский) – osiedle w Rosji, w Kraju Krasnodarskim, w rejonie siewierskim. W 2010 liczyło 1705 mieszkańców.